# Зіріди
Зіріди (берб: ⵉⵣⵉⵔⵉⵢⵏ, араб. الزيريون) — середньовічна берберська династія Санхаджа, що правила центральним Магрибом з 972 по 1014 рік і Іфрікією (східний Магриб) з 972 по 1148 рр.
Бічна гілка Зірідів правила в Гранадському еміраті в Європі в 1013—1090 рр.

## Заснування династії

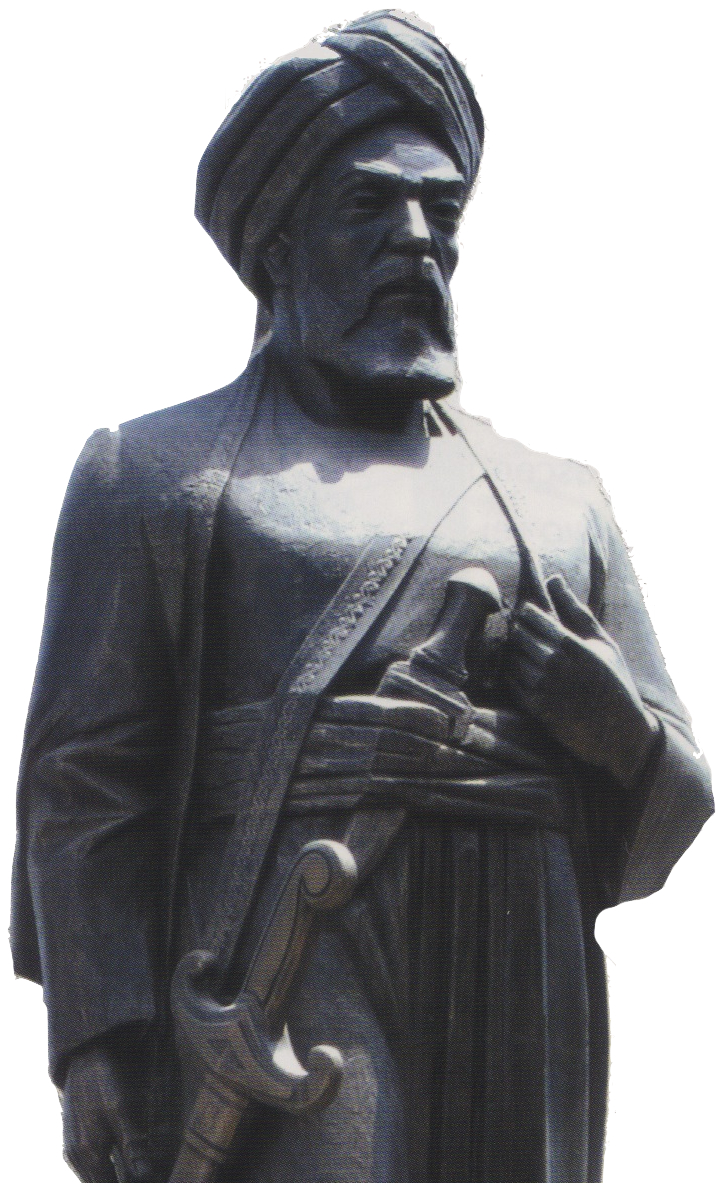
Булуггін ібн Зірі. Засновник династії Зірідів. Пам'ятник в Алжирі

Родоначальник династії Зірі ібн Манад походив з берберського племені санхаджа. За допомогу, надану фатімідському халіфу Аль-Мансуру в боротьбі з повстанням хариджитів з берберського племені Іфрана на чолі з Абу Язідом у 947 році, Зірі ібн Мунаду було дозволено побудувати на схилах Джебель-Лахдара фортецю Ашир, а пізніше заснувати ще три міста: Алжир, Міліану і Медею, управління якими він доручив своєму синові Булуггіну ібн Зірі.
У 969 році 100 тис. фатімідське військо з Іфрикії за підтримки великого іфрикійський флоту рушило на завоювання Єгипту. Єгипетські іхшиди були розбиті у битві при Гізі і 7 липня фатімідські війська зайняли тогочасну столицю Єгипту — місто Фустат.
Займаючись військовою кампанією проти Єгипту, фатімідський халіф Аль-Муїзз призначив Булуггіна ібн Зірі в 1969 році намісником Іфрикії (Північна Африка). Коли в 972 році Аль-Муїзз переніс свою столицю з Махдії в Іфрикії до заснованого в Єгипті нового міста — Каїра, Булуггін ібн Зірі був призначений еміром Іфрікії.
Столицею держави Зірідів стало священне місто Кайруан. У 978 р халіф Аль-Муїзз передав під управління Йусуфа ще й Триполітанію і Сицилію, над останньою номінально, оскільки Буллугін не мав флоту. 979 року Булуггін завдав поразки берберським племенам конфедерації зената (іфран, мазата, маграва, хавара), захопивши територію сучасного північного Марокко з містом Фес (за винятком міст Сеута і Танжер), а також Сіджильмаський емірат.
Виведення фатімідського флоту до Єгипту унеможливило утримання влади зірідів над кальбітською Сицилією, що оголосила незалежність ще в 948 році.

## Втрата Алжиру
З кінця 980-х років Хаммад ібн Булуггін з династії Зірідів, поступово набуває впливу в центральному Магрибі. Він особливо посилився внаслідок успішних кампаній 999—1005 років проти берберів-зената, васалів Кордовського халіфату. 1007 року засновується нова резиденція Бені-Хаммад. 1008 року Хаммад ібн Булуггін фактично здобуває незалежність від Зірідів. 1014 року оголошує про визнання сюзереном сунітського аббасидського халіфа, що стало офіційним розірванням відносин з шиїтами Зірідами і Фатімідами. Внаслідок успішної війни 1015—1018 років проти Зірідів, Хаммад ібн Булуггін здобуває незалежність, засновує власну династію та державу Хаммадідів.

## Зречення шиїзму і розорення країни бедуїнами Бану Хіляль

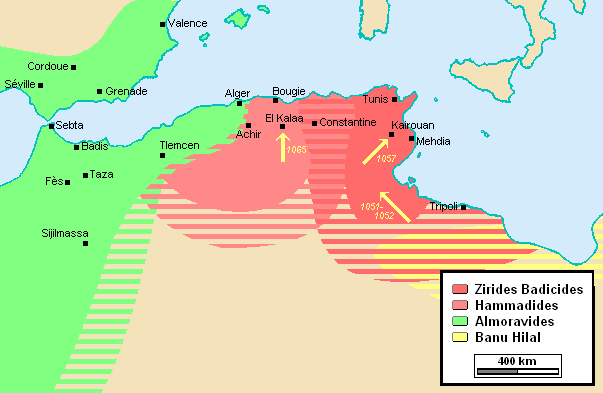
Держави Зірідів і Хаммадидів у 2-й половині XI ст.

Попри політичну нестабільність, зірідський емір аль-Муїзз ібн Бадіс в 1048 р. зрікся шиїзму та оголосив про повернення до сунізму, а також відмовився від сюзеренітету шиїтів Фатімідів з Каїру і визнав духовне верховенство сунітів Аббасидів з Багдаду. Це рішення було підтримане міським арабським населенням Кайруана та інших великих міст.

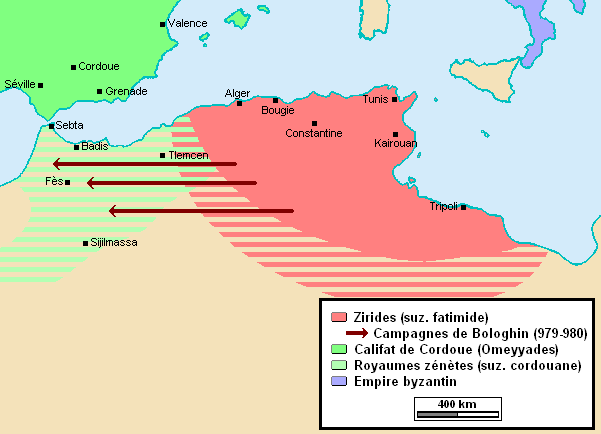
Володіння Зірідів на початку XI ст.

У відповідь Фатіміди спровокували набіг на Іфрикію арабських бедуїнських кочових племен з Аравії — Бану-Хіляль і Бану-Сулайм, які розгромили Зірідів в битві при Хайдарані у 1052 році. Кочовики-бедуїни під час своїх набігів спустошили насадження і знищили сільськогосподарську інфраструктуру країни, що призвело до поширення в Іфрикії голоду. Їм не вдалось взяти Махдію, але вони захопили та зруйнували велику кількість інших міст країни, зокрема її стару столицю Кайруан.
Спустошення супроводжувалося розпадом держави Зірідів на окремі володіння. Хаммадіди, бічна гілка Зірідів з центрального Магрибу, що ще з 1018 р. оголосила про свою незалежність від Зірідів, скористалась нагодою, перейшовши на бік Фатімідів і захопила владу в багатьох містах Іфрикії, зокрема в Тунісі й Сусі, поставивши туди підконтрольних хаммадідам емірів. Поступово під контролем Зірідів залишилось лише портове місто Махдія на узбережжі Середземного моря, що змусило їх перенести свою активність на море і зайнятись піратством. Це викликало зворотну реакцію італійських морських республік і норманського Сицилійського королівства. Остаточно позиції династії були підірвані в результаті нападів європейців на їх столицю: в 1087 Махдію було пограбовано об'єднаним пізансько-генуезьким флотом.
В 1128 році алжирські хаммадіди захопити Туніс та усю прибережну територію північної Іфрікії, а також острів Джерба.
В 1148 місто Махдія захоплено флотом норманського Сицилійського королівства на чолі з адміралом (еміром емірів) Георгієм Антіохійським. В цьому ж році нормани захопили також прибережні міста Сус і Сфакс.

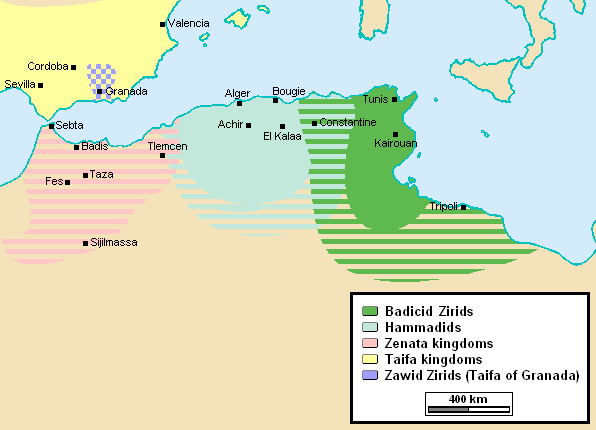
Держава Зірідів (темно зеленим) після від'єднання Хаммадідів (1018) і до нападу племен Бану Хіляль (1052)

## Гранадські Зіріди
Бічна гілка Зірідів (від іншого сина Зірі ібн Мунада — Заві) правила в Гранаді в 1013—1090 рр.